# Music Graffiti
Music Graffiti (That Thing You Do!) è un film del 1996 diretto da Tom Hanks.

## Trama
Erie, 1964. Il giovane batterista jazz Guy Patterson si unisce alla band pop dei suoi amici, i "The One-ders", per esibirsi ad un concerto. Guy si mette a suonare ad un tempo molto più veloce del solito, il pubblico di giovani si scatena e i membri del gruppo decidono quindi di incidere un 45 giri della loro canzone di maggior successo That Thing You Do.
Localmente la band acquisisce sempre più notorietà, fino a quando vengono presi sotto l'ala protettiva del signor White, agente di un'importante casa discografica, la Play-Tone, che gli impone di cambiare il nome del gruppo nel più semplice "The Wonders". Il singolo That Thing You Do scala rapidamente le classifiche. Ma la gloria, fatta di tournée, show televisivi e migliaia di fan, verrà presto meno a causa dei primi dissapori, svanendo con la stessa velocità con cui era arrivata.

## Produzione

### Cast
Il personaggio interpretato da Ethan Embry è denominato "T. B. Player", ovvero "The Bass Player", "il bassista".

#### Cameo
Il film vanta molti cameo, come Chris Isaak, Kevin Pollak e Rita Wilson, moglie di Tom Hanks, e del regista Jonathan Demme.

## Colonna sonora
Tutti i brani sono stati scritti ed eseguiti appositamente. Per trovare il motivo della canzone protagonista è stato indetto un concorso, vinto dal newyorkese Adam Schlesinger.